# Icelandair
Icelandair (mã IATA = FI, mã ICAO = ICE) là hãng hàng không quốc gia của Iceland, trụ sở đặt tại Reykjavík. Hãng là 1 thành phần của Icelandair Group và có các tuyến bay tới 22 thành phố của 12 nước ở cả hai bên bờ Đại Tây Dương. Hãng có căn cứ ở Sân bay quốc tế Keflavík.

## Lịch sử
Icelandair có nguồn gốc từ hãng Flugfélag Akureyrar, được thành lập ở Akureyri trên bờ phía bắc Iceland, từ năm 1937. Hoạt động bắt đầu từ năm 1938 bằng 1 thủy phi cơ Waco YKS-7. Năm 1940 hãng dời trụ sở về Reykjavík và đổi tên thành Flugfélag Íslands. Vào năm 1944, một hãng hàng không khác tên là Loftleiðir được 3 viên phi công thành lập. Ban đầu 2 hãng Loftleiðir và Flugfélag Íslands tập trung vào các tuyến đường quốc nội.
Năm 1945 Flugfélag Íslands (Iceland Airways Ltd.) mở tuyến bay quốc tế đầu tiên tới Scotland và Đan Mạch. Các tuyến đường quốc tế thường xuyên bắt đầu từ năm 1946 bằng máy bay B-24 Liberator thuê của Scottish Airways. Trong khi đó Loftleiðir bắt đầu mở các tuyến quốc tế từ năm 1947, và dịch vụ giá rẻ xuyên qua Bắc Đại Tây Dương bắt đầu từ năm 1953. Trong thời gian này IATA định giá cho các hãng hàng không bay giữa châu Âu và Bắc Mỹ và mọi hãng hàng không đều phải áp dụng một giá. Loftleiðir lúc đó không là thành viên của IATA và phải tự định giá của mình sao cho có thể cạnh tranh được với các hãng khác, do đó biến hãng thành hãng được ưa chuộng cho các du khách qua lại giữa châu Âu và Bắc Mỹ.
Năm 1973 Flugfélag Íslands và Loftleiðir hợp nhất dưới tên Flugleiðir và tên tiếng Anh là Icelandair. Phần lớn các chuyến bay từ Hoa Kỳ tới châu Âu đều bay qua Iceland khiến cho đảo này trở thành điểm trung chuyển cho các khách du hành từ Hoa Kỳ sang châu Âu và ngược lại. 

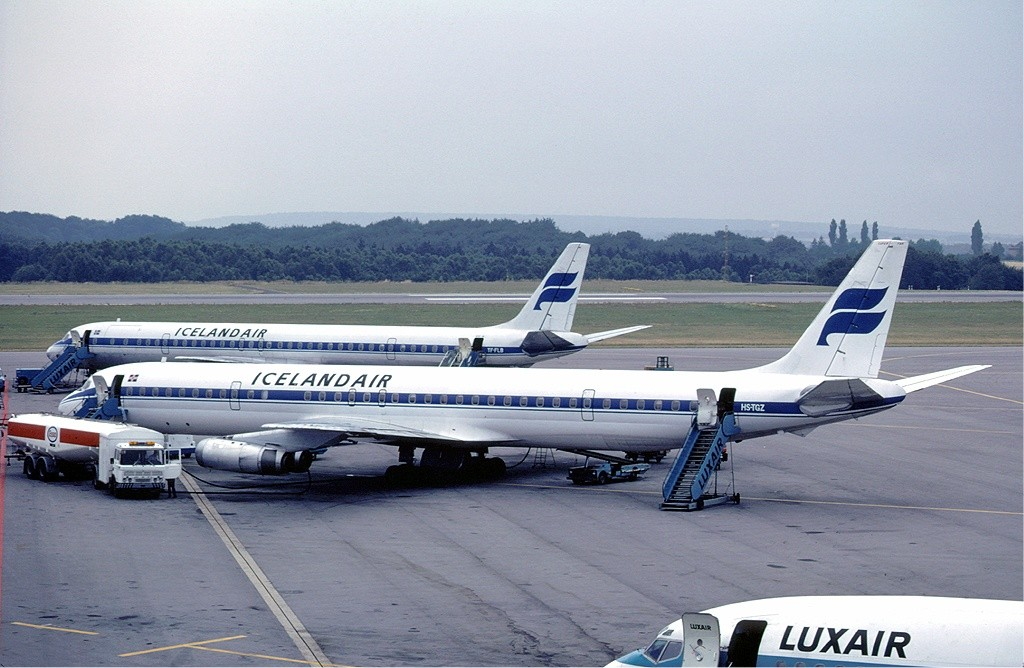
Hai máy bayDouglas DC-8 của Icelandair ở Sân bay quốc tế Luxembourg-Findel năm 1983

Sau khi hợp nhất, Icelandair là công ty chủ cho cả hai hãng. Năm 1997, hãng lập thêm hãng phụ Air Iceland, để đảm nhận các tuyến đường quốc nội và các tuyến đường ngắn. Tháng 1/2002, Flugleiðir-Icelandair Group là công ty có 11 công ty con, trong đó Icelandair là lớn nhất. Tháng 3/2005 tập đoàn đổi tên thành "FL Group". Tháng 10/2005, FL Group bán các hãng hàng không cùng các dịch vụ du lịch và tập đoàn mới Icelandair Group được thành lập. Icelandair có 2.565 nhân viên (tháng 3/2007).

## Các nơi đến
Năm 2005 Icelandair chở 1.526.241 lượt khách, số lượng cao nhất của hãng trong 1 năm. Số hành khách tăng 14,5% so với năm trước. Trung bình Icelandair có 28 chuyến bay mỗi ngày trong năm 2005..

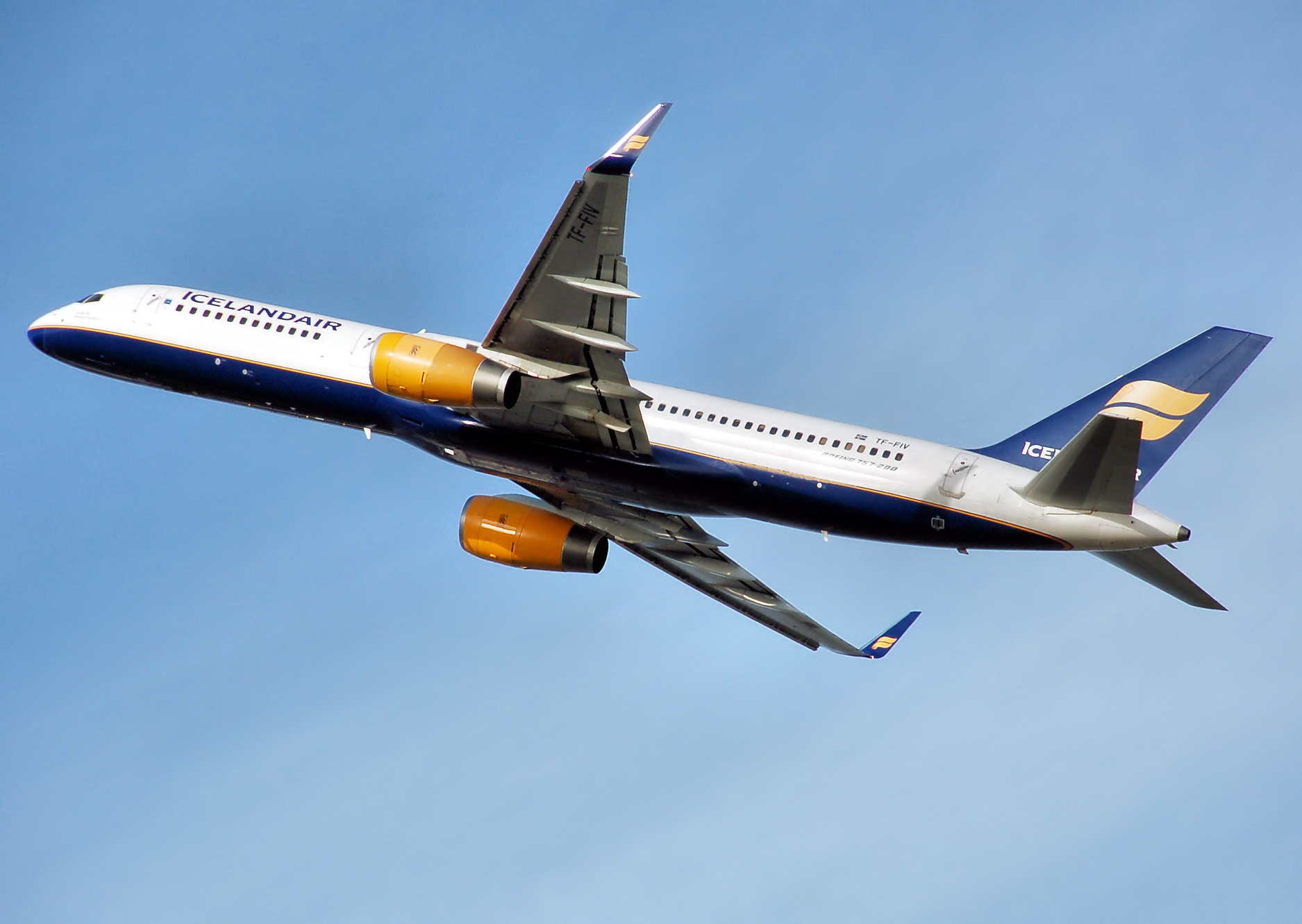
Máy bay Boeing 757-200 của Icelandair

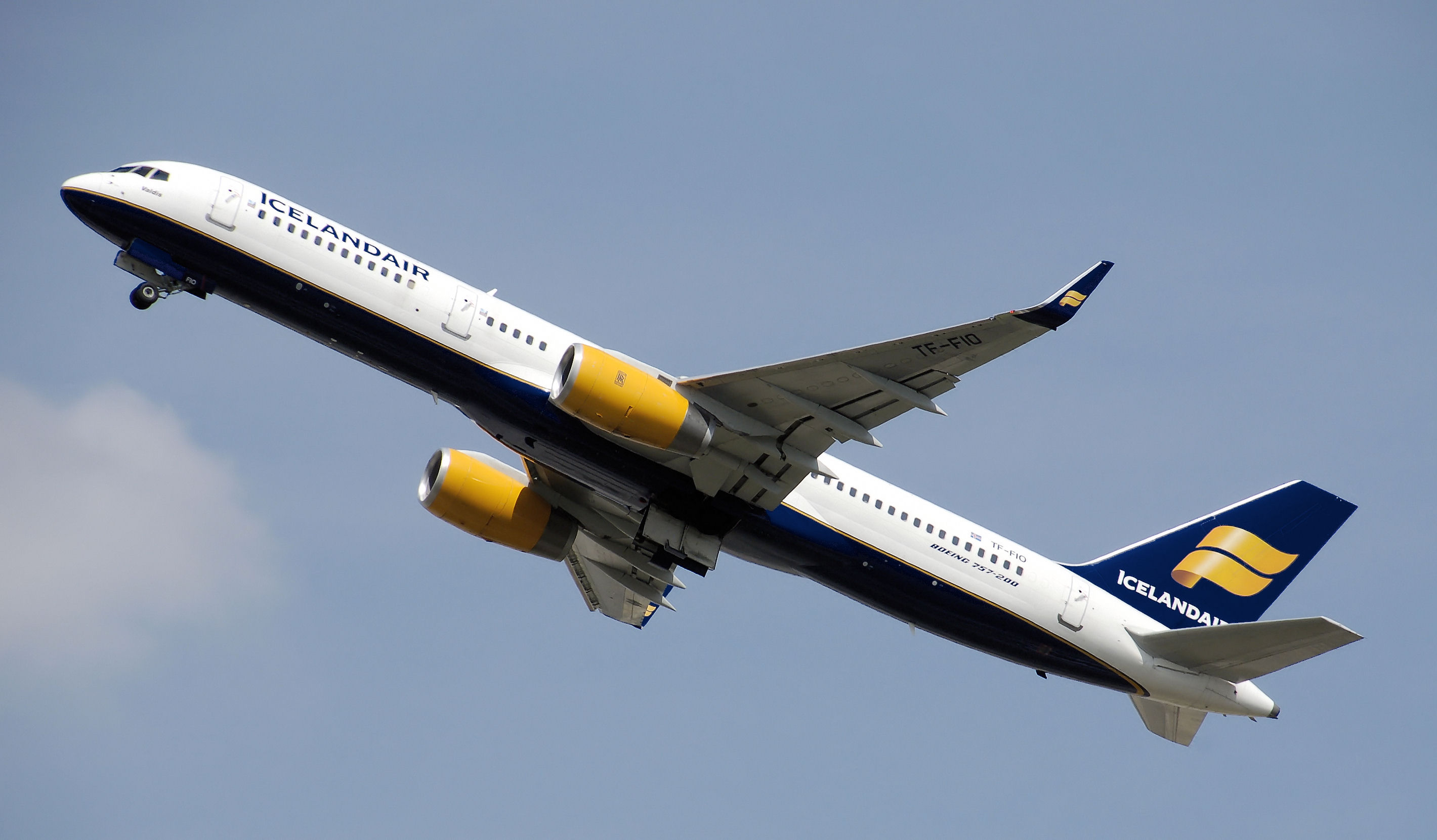
Máy bay Boeing 757-200 của Icelandair cất cánh.

Các nơi đến của Iceland  Lưu trữ ngày 6 tháng 7 năm 2008 tại Wayback Machine:

### châu Âu
- Bỉ
  - Liège (Sân bay Liège) (hàng hóa)
- Đan Mạch
  - Billund (Sân bay Billund)
  - Copenhagen (Sân bay Copenhagen)
- Phần Lan
  - Helsinki (Sân bay Helsinki-Vantaa)
- Pháp
  - Paris (Sân bay quốc tế Charles De Gaulle)
- Đức
  - Berlin (Sân bay quốc tế Berlin-Schönefeld) (theo mùa)
  - Frankfurt (Sân bay quốc tế Frankfurt)
  - München (Sân bay quốc tế München)
- Ý
  - Milano (Sân bay quốc tế Malpensa)
- Hà Lan
  - Amsterdam (Sân bay Amsterdam Schiphol)
- Na Uy
  - Bergen (Sân bay Bergen, Flesland)
  - Oslo (Sân bay Oslo, Gardermoen)
- Tây Ban Nha
  - Barcelona (Sân bay quốc tế Barcelona) (theo mùa)
  - Madrid (Sân bay quốc tế Madrid Barajas)
- Thụy Điển
  - Göteborg (Sân bay Gothenburg-Landvetter)
  - Stockholm (Sân bay Stockholm-Arlanda)
- Vương quốc Anh
  - Glasgow (Sân bay Glasgow)
  - London (Sân bay London Heathrow)
  - Manchester (Sân bay Manchester)

### Bắc Mỹ
- Canada
  - Nova Scotia
    - Halifax (Sân bay quốc tế Halifax Stanfield)

  - Ontario
    - Toronto (Sân bay quốc tế Toronto Pearson)
- Hoa Kỳ
  - Florida
    - Orlando (Sân bay quốc tế Orlando Sanford)

  - Massachusetts
    - Boston (Sân bay quốc tế Logan)

  - Minnesota
    - Minneapolis/St. Paul (Sân bay quốc tế Minneapolis-St. Paul)

  - New York
    - New York City (Sân bay quốc tế John F. Kennedy)

## Đội máy bay
(Ngày 8.6.2008):
- 18 Boeing 757-200
- 1 Boeing 757-300
- 3 Boeing 767-300ER

Đang đặt mua:
- 5 Boeing 737-800
- 6 Boeing 787-8